# 2018년 FIFA 월드컵 예선
2018년 FIFA 월드컵 예선은 2015년 3월 12일부터 2017년 11월 15일까지 열렸다. 총 210개 팀이 참가를 신청했는데, 개최국 러시아가 개최국 자격으로 자동 진출하여 31장의 진출권을 놓고 예선을 치렀다. 이 대회에는 총 211개의 팀이 참가했다.
지난 대회와 마찬가지로 지난 대회 우승 팀인 독일은 자동 진출권 없이 유럽 지역 예선에 참가하게 되었으며 오직 개최국인 러시아만이 자동 진출권을 갖게 되었다.

## 월드컵 본선 참가팀 배분
2018년 FIFA 월드컵에 출전하게 될 31개의 티켓 배분은 다음과 같이 이루어졌다.
|                |           |           |               |                    |                 |                  |  |
| 대륙 축구 협회 | 총 참가팀 | 본선 진출 | 지역예선 탈락 | 월드컵 본선 배분수 | 지역예선 시작일 | 지역예선 종료일  |  |
| 아시아         | 46        | 5         | 41            | 4~5                | 2015년 3월 12일 | 2017년 11월 15일 |  |
| 아프리카       | 54        | 5         | 49            | 5                  | 2015년 10월 5일 | 2017년 11월 14일 |  |
| 북중미카리브   | 35        | 3         | 32            | 3~4                | 2015년 3월 23일 | 2017년 11월 15일 |  |
| 남미           | 10        | 5         | 5             | 4~5                | 2015년 10월 5일 | 2017년 11월 15일 |  |
| 오세아니아     | 11        | 0         | 11            | 0~1                | 2015년 8월 31일 | 2017년 11월 15일 |  |
| 유럽           | 54+1      | 13+1      | 41            | 13+1               | 2016년 9월 4일  | 2017년 11월 14일 |  |
| 합계           | 211       | 32        | 179           | 32                 | 2015년 3월 12일 | 2017년 11월 15일 |  |

## 예선 그룹

### 남아메리카 축구 연맹 (CONMEBOL)
- 브라질,  우루과이,  아르헨티나,  콜롬비아 본선 진출.
- 페루 대륙간 플레이오프 진출.

### 북중미카리브 축구 연맹 (CONCACAF)
- 멕시코,  코스타리카,  파나마 본선 진출.
- 온두라스 대륙간 플레이오프 진출.

### 아시아 축구 연맹 (AFC)
인도네시아, 쿠웨이트는 정부가 축구 협회의 행정에 간섭한 사실이 문제가 되어 FIFA로부터 자격 정지 처분을 받아 예선에서 실격당함.
- A조
  -  이란,  대한민국 본선 진출.
  -  시리아 플레이오프 진출.

- B조
  -  일본,  사우디아라비아 본선 진출.
  -  오스트레일리아 플레이오프 진출.

- 아시아 플레이오프
  -  오스트레일리아가  시리아를 이기고 대륙간 플레이오프 진출.

### 아프리카 축구 연맹 (CAF)
짐바브웨는 전직 대표팀 감독의 임금 체불 문제로 인하여 예선에서 추방됨.
- 튀니지,  나이지리아,  모로코,  세네갈,  이집트 본선 진출.

### 오세아니아 축구 연맹 (OFC)
- 뉴질랜드 대륙간 플레이오프 진출.

### 유럽 축구 연맹 (UEFA)
- 개최국  러시아 본선 진출.
- A조
  -  프랑스 본선 진출.
  -  스웨덴 플레이오프 진출.
- B조
  -  포르투갈 본선 진출.
  -  스위스 플레이오프 진출.
- C조
  -  독일 본선 진출.
  -  북아일랜드 플레이오프 진출.
- D조
  -  세르비아 본선 진출.
  -  아일랜드 플레이오프 진출.
- E조
  -  폴란드 본선 진출.
  -  덴마크 플레이오프 진출.
- F조
  -  잉글랜드 본선 진출.
- G조
  -  스페인 본선 진출.
  -  이탈리아 플레이오프 진출.
- H조
  -  벨기에 본선 진출.
  -  그리스 플레이오프 진출.
- I조
  -  아이슬란드 본선 진출.
  -  크로아티아 플레이오프 진출.

F조 2위를 한  슬로바키아는 각 조 2위 상위 8개국에 들지 못하여 탈락.
- 유럽 플레이오프
  -  스위스가  북아일랜드를 이기고 본선 진출.
  -  크로아티아가  그리스를 이기고 본선 진출.
  -  스웨덴이  이탈리아를 이기고 본선 진출.
  -  덴마크가  아일랜드를 이기고 본선 진출.

## 대륙간 플레이오프
- CONCACAF(북중미카리브) - AFC(아시아) 플레이오프
  -  오스트레일리아가  온두라스를 이기고 본선에 진출.

| 팀 1     | 합계  | 팀 2           | 1차전 | 2차전 |
| -------- | ----- | -------------- | ----- | ----- |
| 온두라스 | 1 - 3 | 오스트레일리아 | 0 - 0 | 1 - 3 |

- OFC(오세아니아) - CONMEBOL(남미) 플레이오프
  -  페루가  뉴질랜드를 이기고 본선에 진출.

| 팀 1     | 합계  | 팀 2 | 1차전 | 2차전 |
| -------- | ----- | ---- | ----- | ----- |
| 뉴질랜드 | 0 - 2 | 페루 | 0 - 0 | 0 - 2 |

## 본선 진출 팀
본선 진출이 확정된 32개 팀은 다음과 같다. FIFA 랭킹은 2017년 10월 기준.

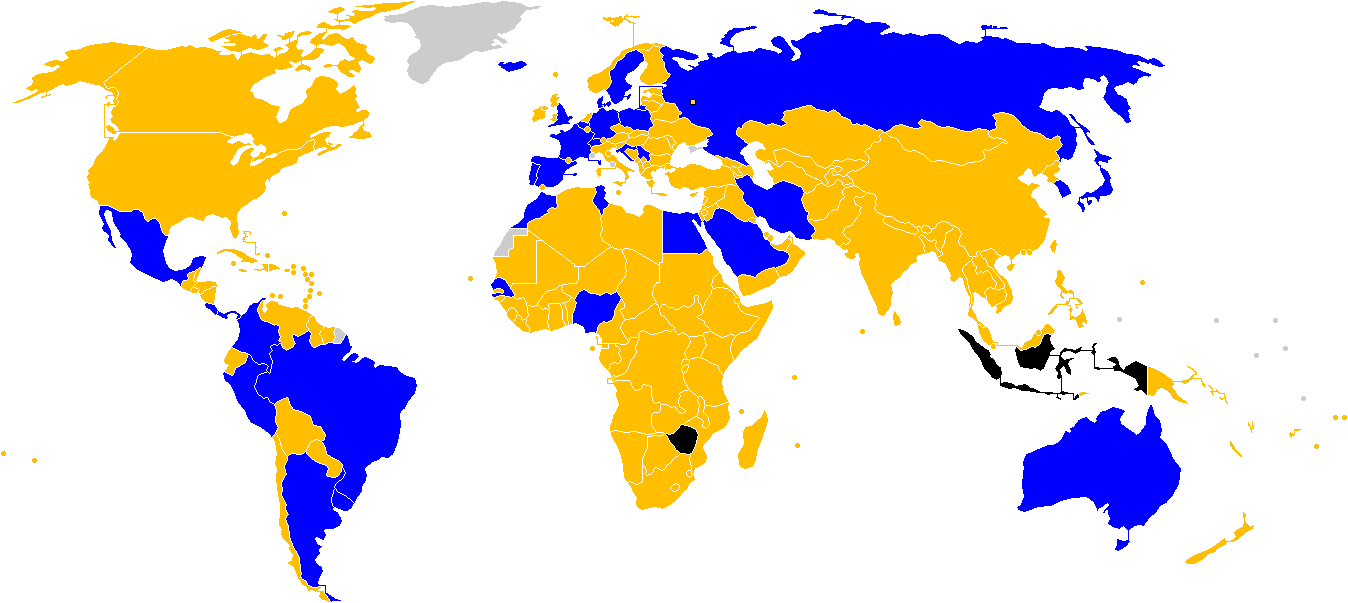
2018년 FIFA 월드컵 예선 결과

|  | 본선 진출       |
|  | 탈락            |
|  | 참가 금지, 실격 |
|  | FIFA 비회원     |

| 팀             | 참가 자격                       | 본선 진출 확정일 | 통산 출전 횟수 | 연속 진출 횟수 | 마지막 진출 | 역대 최고 성적                      | FIFA 랭킹 |
| -------------- | ------------------------------- | ---------------- | -------------- | -------------- | ----------- | ----------------------------------- | --------- |
| 러시아(1)      | 개최국                          | 2010년 12월 2일  | 11             | 2              | 2014        | 4위 (1966)                          | 65        |
| 브라질         | 남미 지역 예선 1위              | 2017년 3월 28일  | 21             | 21             | 2014        | 우승 (1958, 1962, 1970, 1994, 2002) | 2         |
| 이란           | 아시아 3차 예선 A조 1위         | 2017년 6월 12일  | 5              | 2              | 2014        | 조별 리그 (1978, 1998, 2006, 2014)  | 34        |
| 일본           | 아시아 3차 예선 B조 1위         | 2017년 8월 31일  | 6              | 6              | 2014        | 16강 (2002, 2010)                   | 44        |
| 멕시코         | 북중미 5차 예선 1위             | 2017년 9월 1일   | 16             | 7              | 2014        | 8강 (1970, 1986)                    | 16        |
| 벨기에         | 유럽 예선 H조 1위               | 2017년 9월 3일   | 13             | 2              | 2014        | 4위 (1986)                          | 5         |
| 대한민국       | 아시아 3차 예선 A조 2위         | 2017년 9월 5일   | 10             | 9              | 2014        | 4위 (2002)                          | 62        |
| 사우디아라비아 | 아시아 3차 예선 B조 2위         | 2017년 9월 5일   | 5              | 1              | 2006        | 16강 (1994)                         | 63        |
| 독일(2)        | 유럽 예선 C조 1위               | 2017년 10월 5일  | 19             | 17             | 2014        | 우승 (1954, 1974, 1990, 2014)       | 1         |
| 잉글랜드       | 유럽 예선 F조 1위               | 2017년 10월 5일  | 15             | 6              | 2014        | 우승 (1966)                         | 12        |
| 스페인         | 유럽 예선 G조 1위               | 2017년 10월 6일  | 15             | 11             | 2014        | 우승 (2010)                         | 8         |
| 나이지리아     | 아프리카 3차 예선 B조 1위       | 2017년 10월 7일  | 6              | 3              | 2014        | 16강 (1994, 1998, 2014)             | 41        |
| 코스타리카     | 북중미 5차 예선 2위             | 2017년 10월 7일  | 5              | 2              | 2014        | 8강 (2014)                          | 22        |
| 폴란드         | 유럽 예선 E조 1위               | 2017년 10월 8일  | 8              | 1              | 2006        | 3위 (1974, 1982)                    | 6         |
| 이집트         | 아프리카 3차 예선 E조 1위       | 2017년 10월 8일  | 3              | 1              | 1990        | 1라운드 (1934, 1990)                | 30        |
| 아이슬란드     | 유럽 예선 I조 1위               | 2017년 10월 9일  | 1              | 1              | 첫 출전     | 첫 출전                             | 21        |
| 세르비아(3)    | 유럽 예선 D조 1위               | 2017년 10월 9일  | 12             | 1              | 2010        | 4강 (1930, 1962)                    | 38        |
| 프랑스         | 유럽 예선 A조 1위               | 2017년 10월 10일 | 15             | 6              | 2014        | 우승 (1998)                         | 7         |
| 포르투갈       | 유럽 예선 B조 1위               | 2017년 10월 10일 | 7              | 5              | 2014        | 3위 (1966)                          | 3         |
| 우루과이       | 남미 지역 예선 2위              | 2017년 10월 10일 | 13             | 3              | 2014        | 우승 (1930, 1950)                   | 17        |
| 아르헨티나     | 남미 지역 예선 3위              | 2017년 10월 10일 | 17             | 12             | 2014        | 우승 (1978, 1986)                   | 4         |
| 콜롬비아       | 남미 지역 예선 4위              | 2017년 10월 10일 | 6              | 2              | 2014        | 8강 (2014)                          | 13        |
| 파나마         | 북중미 5차 예선 3위             | 2017년 10월 10일 | 1              | 1              | 첫 출전     | 첫 출전                             | 49        |
| 세네갈         | 아프리카 3차 예선 D조 1위       | 2017년 11월 10일 | 2              | 1              | 2002        | 8강 (2002)                          | 32        |
| 튀니지         | 아프리카 3차 예선 A조 1위       | 2017년 11월 11일 | 5              | 1              | 2006        | 조별 리그 (1978, 1998, 2002, 2006)  | 28        |
| 모로코         | 아프리카 3차 예선 C조 1위       | 2017년 11월 11일 | 5              | 1              | 1998        | 16강 (1986)                         | 48        |
| 스위스         | 유럽 플레이오프 승자            | 2017년 11월 12일 | 11             | 4              | 2014        | 8강 (1934, 1938, 1954)              | 11        |
| 크로아티아     | 유럽 플레이오프 승자            | 2017년 11월 12일 | 5              | 2              | 2014        | 3위 (1998)                          | 18        |
| 스웨덴         | 유럽 플레이오프 승자            | 2017년 11월 13일 | 12             | 1              | 2006        | 준우승 (1958)                       | 25        |
| 덴마크         | 유럽 플레이오프 승자            | 2017년 11월 14일 | 5              | 1              | 2010        | 8강 (1998)                          | 19        |
| 오스트레일리아 | 북중미-아시아 플레이오프 승자   | 2017년 11월 15일 | 5              | 4              | 2014        | 16강 (2006)                         | 43        |
| 페루           | 오세아니아-남미 플레이오프 승자 | 2017년 11월 15일 | 5              | 1              | 1982        | 8강 (1970, 1978)                    | 10        |

참고

## 득점 순위
16 골
- 로베르트 레반도프스키
- 모하메드 알살라위
- 아흐메드 칼릴

15 골
- 크리스티아누 호날두

11 골
- 팀 케이힐
- 사르다르 아즈문

10 골
- 로멜루 루카쿠
- 오마르 크르빈
- 에딘손 카바니

9 골
- 카를로스 루이스
- 하산 알하이도스
- 알리 맙쿠트

8 골
- 양쉬
- 크리스티안 에릭센
- 메흐디 타레미
- 크리스 우드
- 안드레 실바
- 마르쿠스 베리
- 조지 앨티도어